# Bukit Dalam
Bukit Dalam is een bestuurslaag in het regentschap Bireuen van de provincie Atjeh, Indonesië. Bukit Dalam telt 284 inwoners (volkstelling 2010).